# Zuccarello
Zuccarello (en lígur: Sucarê) és un comune (municipi) de la província de Savona a la regió italiana de la Ligúria, situat uns 70 km al sud-oest de Gènova i uns 35 km al sud-oest de Savona.
Zuccarello limita amb els següents municipis: Arnasco, Balestrino, Castelbianco, Castelvecchio di Rocca Barbena, Cisano sul Neva i Erli.
Entre els llocs d'interès es troba l'església de San Bartolomeo, construïda al segle xiii, el palau dels Marquesos, les restes d'un castell i la capella de Sant'Antonio Abate, amb frescos medievals tardans.